# Ajain
Ajain település Franciaországban, Creuse megyében. Lakosainak száma 1028 fő (2022. január 1.). Ajain Glénic, Ladapeyre, Pionnat, Roches, Sainte-Feyre és Saint-Laurent községekkel határos.

## Népesség
A település népességének változása:
| Lakosok száma | 1082 | 932  | 982  | 1092 | 1109 | 1130 | 1138 | 1075 | 1043 | 1028 |
|               | 1968 | 1982 | 1990 | 2006 | 2013 | 2015 | 2017 | 2019 | 2020 | 2022 |